# Mlaska
Mlaska je pješčana uvala na sjevernoj strani otoka Hvaru, oko 4 km udaljena od mjesta Sućuraj. U uvali se nalazi auto-camp (s FKK dijelom).